# Lisberg
Pour les articles ayant des titres homophones, voir Liesberg et Liseberg.
Lisberg est une commune du Land de Bavière (Allemagne), située dans l'arrondissement de Bamberg, dans le district de Haute-Franconie.

## Géographie

Localisation de Lisberg
Municipalité de Lisberg
Autres municipalités dans le même canton (Amt)
Autres municipalités dans le même arrondissement
Aautres arrondissements dans le même Land

Lisberg fait partie, avec Priesendorf, de la communauté de communes de Lisberg (Verwaltungsgemeinschaft Lisberg). Elle appartient au Steigerwald. La commune comprend cinq quartiers (Ortsteile) : Lisberg (998 habitants), Trabelsdorf (794 habitants), Triefenbach (15 habitants), Neumühle (1 habitant) et Trabelsdorfer Hof (6 habitants). Il y a deux unités cadastrales (Märkungen, en allemand) : Lisberg et Trabelsdorf. Il est courant que les Märkungen portent le nom des villes ou villages voisins.
Lisberg est à environ 12 km à l'ouest de Bamberg, sur la rivière Aurach. Les communes voisines sont, à partir du nord, et dans le sens indirect : Viereth-Trunstadt, Bischberg, Walsdorf, Burgebrach, Schönbrunn im Steigerwald et Priesendorf.
L'altitude de la commune s'étage entre 288 m et 384 m. La commune est dans le fuseau horaire CET (UTC+1), à l'heure d'hiver, et CEST (UTC+2), à l'heure d'été.

## Histoire
L'origine de la ville remonte au château de Lisberg (Burg Lisberg). Le château et le village sont mentionnés, pour la première fois, dans un acte de donation de l'an 820. Le château est l'un des plus anciens d'Allemagne, conservé dans son état initial. La famille des barons de Münster, protestante de 1600 à 1707, puis catholique de 1707 à 1790, possède le fief de Lisberg. La résidence (Schloß), situé dans le hameau de Trabelsdorf, est acquis en 1664 par les maréchaux d'Ostheim, et reconstruit en 1700. En 1739, la présence d'une communauté juive est mentionnée pour la première fois, lors de la création de son cimetière. Le quartier juif correspond alors aux actuelles rues Kaulberg, Kasernstraße et Brunnenweg. La synagogue est située dans une maison d'habitation, actuellement au 5, Kaulberg, qui a eu quatre propriétaires successifs. Elle ne comporte qu'une seule salle.
Avec le traité de la confédération du Rhin de 1806, la suzeraineté passe des barons de Münster-Lisberg à la Bavière. Vers 1825, Lisberg abrite 17 familles juives. Une école religieuse judaïque ouvre, à Kolmsdorf, en 1826, dans la maison de la veuve Wörner. En 1869, elle est transférée à Trabelsdorf. En 1871 et 1872, le bâtiment qui abrite la synagogue, qui menace ruine, est rénové. Le 19 septembre 1904, la communauté juive de Lisberg fusionne avec celle de Trabelsdorf. Cette même année, le cimetière juif est doté de chemins et les tombes munies de numéros, par le Bureau de district de Bamberg II. La synagogue est vendue en 1910. Le cimetière juif est profané en 1938, le mur d'enceinte est supprimé et les pierres tombales enlevées, mais sa reconversion en terrain agricole sera évitée par l'existence d'un statut protégé pour ses arbres (des hêtres). À la fin d'avril 1942, il y a encore dix juifs à Trabelsdorf. La municipalité de Lisberg est créée en 1978 par la fusion des municipalités, alors indépendantes, de Lisberg et Trabelsdorf. En 1989, la brasserie Burgbräu, installée à Lisberg, ferme ses portes. En 1999, c'est le tour de la brasserie Schloßbrauerei Dauer, à Trabelsdorf.

## Monuments

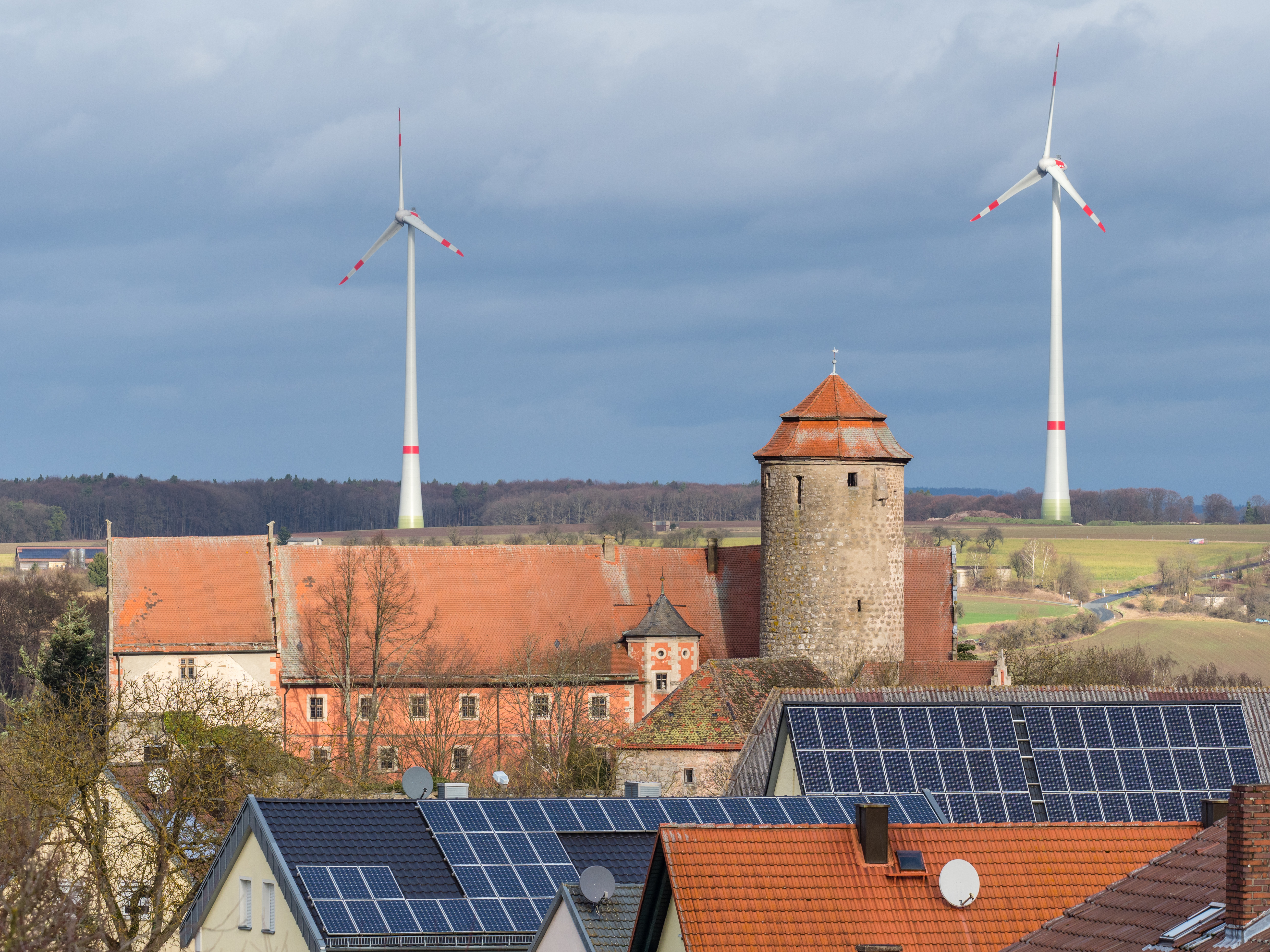
Le château de Lisberg avec éoliennes derrière. Photo décembre 2017.

- Le château est actuellement (2010) une propriété privée.
- Le cimetière juif compte encore, selon un recensement de 1985, 139 pierres tombales.
- Le château de Trabesldorf, dans le quartier de Trabelsdorf, abrite actuellement (2010) la communauté de communes (Verwaltungsgemeinschaft) de Lisberg et un cabinet médical.
- L'église paroissiale catholique.

## Politique et administration

### Conseil municipal
De 2002 à 2008, le conseil municipal compte six élus sans étiquette et six élus de l'Union sociale chrétienne (CSU). Le maire est le sans-étiquette Peter Deusel.
En 2008, Peter Deusel (sans étiquette) est réélu avec 66,67 % des suffrages. Le conseil municipal comprend, pour la période 2008-2014, sept conseillers sans étiquette et cinq chrétiens-sociaux (CSU).

### Recettes fiscales
Les recettes fiscales municipales s'élevaient, en 1999, à l'équivalent de 640 000 euros, dont l'équivalent de 115 000 euros pour la taxe sur le chiffre d'affaires.

## Sports
Lisberg accueille régulièrement la Classique de la montagne du tonnerre (Donnersbergklassiker), une course cycliste autour du Steigerwald.

## Société
Il y a des équipes de pompiers volontaires à Lisberg et Trabelsdorf.

## Économie
Lisberg ne compte plus qu'une brasserie en 2010 (contre trois en 1985), la brasserie Beck.

## Culture
Des concerts ont occasionnellement lieu dans la cour du château.

## Démographie
| 2005  | 2006  | 2007  | 2009  |
| ----- | ----- | ----- | ----- |
| 1 771 | 1 730 | 1 739 | 1 748 |